# Megalopta
Megalopta (лат.) — род ночных пчёл из подсемейства Halictinae (триба Augochlorini, семейство Halictidae). Неотропика.

## Распространение
Центральная и Южная Америка от Мексики до Бразилии.

## Описание
Крупные ночные пчёлы неотропических лесов. Длина тела от 9 до 20 мм. Брюшко желтовато-коричневое, голова и грудь, металлически блестящие зелёновато-жёлтые или бронзовые. Отличаются большими оцеллиям и увеличенными глазами, плотной серией гамулей в заднем крыле, а также морфологией стернитов S3—S5 самцов.
Фуражировочные полёты производят ночью, в сумерки и вечером. Гнёзда строят в гнилой древесине. Несколько исследованных видов являются факультативно социальными, с гнёздами, содержащими до 17 самок, и заметными различиями в размерах тела самок из одного гнезда. В этих гнёздах с множеством самок доминирующие самки крупнее и принуждают своих подчиненных к трофаллактическому поведению. Представители подрода Noctoraptor ведут клептопаразитический образ жизни.
.

## Систематика
Около 30 видов. Род Megalopta принадлежит к родовой кладе ‘Megalopta group’ (Xenochlora, (Megalopta, Noctoraptor)) из трибы Augochlorini. Монофилия рода поддержана несколькими исследованиями (Eickwort 1969; Danforth and Eickwort 1997; Engel 2000), однако другие признают его парафилетичным (Tierney et al. 2012) с выделением вида Megalopta atra в качестве сестринской группы к роду Xenochlora. Megalopta отличается от других Augochlorini, включая Xenochlora, большими оцеллиями и плотной серией гамулей в заднем крыле, а также морфологией стернитов S3—S5 самцов. Xenochlora отличается от большинства Augochlorini своим неметаллическим бледно-коричневым брюшком. Бледная метасома присутствует у Megaloptidia Cockerell, Megommation Moure и некоторых видов Megaloptina Eickwort, но у этих родов очень тонкий хоботок с прементумом от 10 до более чем в 20 раз больше ширины, и, за исключением Megaloptina, также зубчатая внутренняя метатибиальная шпора, в то время как у Megalopta и Xenochlora хоботок не такой тонкий, с прементумом примерно в 4-8 раз больше ширины, а внутренняя метатибиальная шпора имеет гребешковидную форму.

### Классификация
- Megalopta aegis (Vachal, 1904)[2]
- Megalopta aeneicollis Friese, 1926[2]
- Megalopta amoena (Spinola, 1853)[2]
- Megalopta armata Friese, 1926[2]
- Megalopta atlantica Santos & Silveira, 2009[2]
- Megalopta atra Engel, 2006[2]
- Megalopta boliviensis Friese, 1926[2]
- Megalopta byroni Engel, Brooks & Yanega, 1997[2]
- Megalopta chaperi (Vachal, 1904)[2]
- Megalopta cuprea Friese, 1911[2]
- Megalopta fornix (Vachal, 1904)[2]
- Megalopta furunculosa Hinojosa-Diaz & Engel, 2003[2]
- Megalopta genalis Meade-Waldo, 1916[2]
- Megalopta guarani Santos & Melo, 2015[1]
- Megalopta guimaraesi Santos & Silveira, 2009[2]
- Megalopta huaoranii Gonzalez, Griswold & Ayala, 2010[2]
- Megalopta karitiana Santos & Melo, 2015[1]
- Megalopta lecointei Friese, 1926[2]
- Megalopta mapinguari Santos & Melo, 2015[1]
- Megalopta munduruku Santos & Melo, 2015[1]
- Megalopta mura Santos & Melo, 2015[1]
- Megalopta nigreiventris Friese, 1926[2]
- Megalopta nitidicollis Friese, 1926[2]
- Megalopta noctifurax Engel, Brooks & Yanega, 1997[2]
- Megalopta notiocleptis Engel, 2011[2]
- Megalopta opacicollis Friese, 1926[2]
- Megalopta peruana Friese, 1926[2]
- Megalopta piraha Santos & Melo, 2015[1]
- Megalopta purpurata Smith, 1879[2]
- Megalopta sodalis (Vachal, 1904)[2]
- Megalopta sulciventris Friese, 1926[2]
- Megalopta tacarunensis Cockerell, 1923[2]
- Megalopta tetewana Gonzalez, Griswold & Ayala, 2010[2]
- Megalopta xavante Santos & Melo, 2015[1]
- Megalopta yanomami Santos & Melo, 2015[1]

### Видовые группы
- Aegis species group
  - Megalopta aegis[1]
  - Megalopta aeneicollis[1]
  - Megalopta nitidicollis[1]
  - Megalopta sulciventris[1]
- Amoena species group
  - Megalopta amoena[1]
  - Megalopta chaperi[1]
  - Megalopta guimaraesi[1]
  - Megalopta mura[1]
- Yanomami species group
  - Megalopta piraha[1]
  - Megalopta yanomami[1]
- Byroni species group
  - Megalopta atlantica[1]
  - Megalopta guarani[1]
  - Megalopta xavante[1]
  - Megalopta mapinguari[1]
  - Megalopta purpurata[1]
  - Megalopta karitiana[1]
- Sodalis species group
  - Megalopta cuprea[1]
  - Megalopta munduruku[1]
  - Megalopta sodalis[1]